# Air
AIR (エアー) là một visual novel do hãng phần mềm Key phát triển, công ty này cũng cho ra đời hai tác phẩm nổi tiếng khác là Kanon và CLANNAD. Lúc đầu nó là một trò chơi dành cho người lớn phát hành vào ngày 8 tháng 9 năm 2000 dưới dạng CD-ROM trên hệ máy tính cá nhân (PC). Các phiên bản sau của AIR được cắt bỏ mọi cảnh gợi cảm và phát hành trên các hệ máy PC, Dreamcast và PlayStation 2. Phiên bản PC dành cho người lớn được tái phát hành tương thích với Windows 2000/XP với tên AIR Standard Edition vào ngày 8 tháng 4 năm 2005. Các phiên bản sử dụng trên các hệ PlayStation Portable, SoftBank 3G và FOMA cũng ra mắt trong năm 2007. Key tiếp tục tái phát hành AIR tương thích với hệ điều hành Windows Vista vào tháng 7 năm 2009 và phiên bản AIR Memorial Edition tương thích với hệ điều hành Windows 7 vào tháng 5 năm 2010, hai bản dành cho Vista/7 đã được đánh giá là dành cho mọi lứa tuổi.
Cách chơi của AIR theo lối tuyến tính, tuy chỉ đi theo cốt truyện định sẵn nhưng người chơi có thể tương tác để tạo ra các kết thúc khác nhau. Cốt truyện chủ yếu đi sâu vào nội tâm của ba nhân vật nữ chính. Visual novel này phân ra làm ba phần: Dream, Summer và Air là ba giai đoạn khác nhau trong toàn bộ cốt truyện. Một trong những phiên bản đầu của AIR cho phép người chơi nhìn thấy một số cảnh hentai giữa nhân vật nam chính và một trong ba nhân vật nữ khi tiến đến một mốc nào đó trong quá trình tương tác. Tựa đề của visual novel này đã nói lên chủ đề chính là gió và bầu trời cùng việc sử dụng hình ảnh đôi cánh trong suốt cốt truyện.
AIR cũng được chuyển thể thành nhiều loại hình truyền thông khác. Các loạt manga chuyển thể từ visual novel được đăng lần đầu tiên tại Nhật Bản trên tạp chí Comptiq và xuất bản bởi Kadokawa Shoten; một loạt manga khác phát hành đều đặn từ tháng 8 năm 2004 đến tháng 2 năm 2006 được minh họa bởi Katsura Yukimaru. Mười ba tập anime thực hiện bởi Kyoto Animation đã phát sóng tại Nhật Bản từ tháng 1 đến tháng 3 năm 2005. Hai tập anime phụ theo của AIR với tựa đề AIR in Summer cũng đã phát sóng vào tháng 8 và tháng 9 năm 2005. Trong lúc loạt phim truyền hình vẫn còn phát sóng thì bộ phim nhựa cùng tên, thực hiện bởi Toei Animation, đã trình chiếu trong các rạp chiếu phim tại Nhật Bản vào tháng 2 năm 2005. Toàn bộ anime tính luôn hai tập thêm cùng một phim đã được đăng ký bản quyền và phát hành tại Bắc Mỹ bởi ADV Films, nhưng bản quyền này đã chuyển giao cho Funimation vào tháng 7 năm 2008. Một bộ hộp đĩa chứa 9 drama CD dựa trên AIR cũng được phát hành bởi Lantis từ tháng 8 năm 2005 đến tháng 1 năm 2006.

## Cách chơi

Một đoạn hội thoại thường gặp giữa người chơi và nhân vật Misuzu trong visual novel AIR.

Visual novel AIR được chia thành ba phần là Dream, Summer và Air, mỗi phần thể hiện các giai đoạn khác nhau của cốt truyện. Phần Summer chỉ có thể truy cập sau khi người chơi đã hoàn thành tốt đủ ba kết thúc của phần Dream, trong khi phần Air chỉ yêu cầu người chơi hoàn thành xong phần Summer. Trong câu chuyện ở phần Dream, người chơi sẽ vào vai Yukito và lần lượt gặp gỡ ba nhân vật nữ chính là Kamio Misuzu, Kirishima Kano, và Tohno Minagi. Theo mạch trò chơi, người chơi có thể tương tác với các nhân vật nữ chính cùng những nhân vật phụ khác, cũng như tìm hiểu sâu hơn về nội tâm của từng người, tất cả tùy thuộc vào việc lựa chọn các hướng diễn tiến khác nhau. Phần Summer đi theo hướng tuyến tính hoàn toàn và không có bất cứ sự lựa chọn nào cho người chơi, câu chuyện được thuật lại bởi nhân vật Ryūya. Phần Air với nhân vật chính là Misuzu cũng là đoạn kết của visual novel. Trong phần này người chơi sẽ vào vai của Sora, một con quạ được Misuzu kết bạn và mang về nhà.
AIR chỉ đòi hỏi người chơi tương tác ở một vài đoạn, phần lớn thời gian còn lại là đọc những dòng chữ xuất hiện trên màn hình, thường mô tả đoạn đối thoại giữa các nhân vật hoặc suy nghĩ nội tâm của nhân vật mà người chơi đóng vai. Sau khi nắm bắt được tình huống thông qua những dòng chữ, người chơi sẽ nhìn thấy một "điểm quyết định" và có nhiều sự lựa chọn được đưa ra. Các "điểm quyết định" này thường thay đổi và xuất hiện không đều đặn, có thể cách nhau ít phút hoặc lâu hơn. Trò chơi sẽ tự động tạm dừng khi người chơi nhìn thấy những điểm này, chờ cho đến khi người chơi đưa ra quyết định, sau đó cốt truyện sẽ tiến triển theo một hướng nhất định. Trong phiên bản console, nếu người chơi cảm thấy bị nhầm lẫn, họ có thể quay ngược lại trước đó và sửa sai. Tuy nhiên, nếu người chơi gây ra một kết thúc không tốt, họ không có chức năng tùy chọn này và sẽ phải chơi lại trò chơi ở lần lưu gần nhất.
Có ba kịch bản chính để người chơi trải nghiệm, mỗi kịch bản xoay quanh câu chuyện của ba nhân vật nữ chính. Người chơi sẽ phải chơi lại nhiều lần, mỗi lần lại chọn những hướng khác nhau để đạt được những kết thúc tương ứng, từ đó mới nắm bắt được nội dung của toàn bộ visual novel. Mặc dù có nhiều đoạn kết, những câu chuyện riêng lẻ đều có liên quan và hỗ trợ nhằm dẫn đến cốt truyện chính (liên quan đến Misuzu) và hướng tới một kết thúc hoàn hảo nhất. Một trong những mục đích của phiên bản đầu tiên của AIR là cho phép người chơi nhìn thấy những cảnh người lớn, như việc nhân vật Yukito và một trong ba nhân vật nữ chính cùng quan hệ tình dục. Sau này, Key phát hành một ấn bản khác không hề chứa cảnh khiêu dâm và dành cho mọi lứa tuổi.

## Tổng quan

### Chủ đề và bối cảnh

AIR diễn ra trong một thị trấn theo mô hình ở Kami, Nhật Bản.

Có một số địa điểm quan trọng thường xuất hiện trong AIR được thiết kế dựa theo những nét đặc trưng của thành phố Kami thuộc tỉnh Hyōgo, Nhật Bản. Bối cảnh trong AIR đặt ở quận Kasumi của Kami; trong quá trình viết loạt game này, Kasumi từ một thị trấn nhỏ lẽ đã sáp nhập với hai khu vực lân cận và phát triển thành thành phố Kami. Nhiều cảnh vật thường xuất hiện trong AIR, chẳng hạn như đê biển, nhà ga, đền thờ và trường học, đều xây dựng dựa theo những nơi có thật. Thời gian trong AIR gói gọn trong mùa hè, mùa có những bóng cây tươi mát cùng ánh sáng mặt trời chan hòa trong thành phố. Trong phiên bản manga chuyển thể, thành phố này được miêu tả là "một thị trấn tĩnh lặng vắng người... không có gì khác ngoài những bãi biển và vùng nông thôn". Trợ lý kịch bản Suzumoto Yūichi từng nhận xét rằng ấn tượng đầu của ông với AIR tương tự như một khúc dân ca do phong cảnh nông thôn và các tiến triển cảm động của câu chuyện thiết lập nên.
Tựa đề của visual novel đã nêu lên đề tài chính là gió và bầu trời, cùng hình ảnh đôi cánh thường được đề cập: Yukito đang tìm kiếm một "cô gái trên bầu trời", còn Misuzu thì tin rằng một nửa khác của mình đang bay ngay phía trên cô. Câu chuyện của các nhân vật khác cũng cho thấy sự liên quan đến bầu trời, chẳng hạn như Minagi là thành viên của câu lạc bộ thiên văn, và Michiru thích thú khi xem bọt bong bóng bay trên trời cao. Kano muốn có một đôi cánh để bay, trong khi Kanna đã có sẵn chúng rồi. Misuzu đặt tên cho con quạ cô tìm thấy là Sora (空)—trong tiếng Nhật có nghĩa là bầu trời. Một chủ đề quan trọng khác là tình mẫu tử, cốt truyện của bốn nhân vật chính, bao gồm cả Yukito, đều đề cập đến mẹ của họ, dù là mẹ ruột hay mẹ nuôi. Người viết kịch bản chính là Maeda Jun bình luận rằng ông thích nhân vật người mẹ cho tác phẩm của mình hơn nếu phải chọn lựa giữa ba hoặc mẹ (giống với tác phẩm trước của Key cũng có sự tham gia của Maeda là Kanon), và điều này đã áp dụng trong AIR, ông còn nhấn mạnh quan điểm của mình rằng trong bishōjo game, nhân vật nữ luôn là tâm điểm. Việc phức tạp hóa mối quan hệ giữa các thành viên trong gia đình và bạn bè đóng một phần quan trọng trong suốt cốt truyện. Một trong những đề tài phụ khác của AIR là phép thuật. Uraha, mẹ của Yukito, và thậm chí cả bản thân Yukito đều có thể sử dụng phép thuật, mặc dù Yukito chỉ thể hiện được một phần nhỏ khả năng của anh. Kano từng nói rằng chị cô bảo khi lớn lên rút sợi ruy băng màu vàng khỏi cổ tay thì sẽ có được năng lực làm phép.

### Nhân vật chính

Từ trái sang phải: Kano, Misuzu và Minagi - 3 nhân vật nữ chính của visual novel.

Người chơi sẽ nhập vai Kunisaki Yukito, nhân vật chính của AIR. Anh là một thanh niên nghèo đi lang thang từ thị trấn này sang thị trấn khác diễn rối mưu sinh, và không tin tưởng người mình chỉ mới gặp lần đầu. Dù lớn tuổi hơn ba nhân vật nữ chính, Yukito nhiều khi khá ngây ngô và có những hành động như con nít khi bị khiêu khích. Anh thường quan tâm giúp đỡ những người xung quanh và làm hết sức để trông nom Misuzu trong câu chuyện ở phần Dream. Kamio Misuzu, một trong những nhân vật nữ chính của AIR, là một cô gái vui tính và có phần hơi vụng về trong trường cũng như ở nhà, cô thường giả tiếng kêu gao của khủng long mỗi khi bối rối hay muốn khóc. Thói quen này xuất phát từ một kỉ niệm lúc cô còn bé và khiến Misuzu bị xem là quá trẻ con dù cô đang học trung học. Thêm vào đó Misuzu giao tiếp rất kém, và thú tiêu khiển chính của cô là chơi những trò chơi đơn giản. Misuzu có một sở thích đặc biệt về khủng long, cô tìm kiếm các mẩu chuyện về sự tuyệt chủng "vĩ đại" của chúng. Yukito gặp nhân vật nữ chính thứ hai là Kirishima Kano cũng học chung trường với Misuzu. Cô rất nhanh nhẹn, hoạt bát và thường nói ra những câu nói từ kì lạ đến vô nghĩa. Kano kết bạn với một con chó hoang cũng kì lạ không kém là Potato, nó thường chạy xung quanh cô và trò chuyện với cô bằng những tiếng kêu khác thường, Kano còn thừa nhận rằng cô hiểu nó đang nói gì. Giống như Misuzu, Kano cũng có một tính cách rất trẻ con, cô luôn tin vào những điều hư cấu mà chị gái kể cô nghe lúc còn nhỏ. Nhân vật nữ chính cuối cùng mà Yukito đã gặp là bạn cùng lớp với Misuzu có tên Tohno Minagi, học sinh xuất sắc nhất trường có tính cách khá trầm tĩnh và hay xấu hổ, cô sống khá đơn độc và tách biệt với người khác. Trước khi làm quen với Yukito, người bạn duy nhất của cô là Michiru, bé gái cô gặp lúc nhỏ khi đang thổi bọt bong bóng ở trạm xe lửa bỏ hoang.

### Cốt truyện
Cốt truyện của AIR xoay quanh ba cô gái mà cuộc sống của họ có mối liên hệ với cùng một chàng trai. Trong phần mở đầu của visual novel là Dream, anh chàng diễn viên rối Kunisaki Yukito đi du hành khắp Nhật Bản, tiếp tục thực hiện nhiệm vụ truyền từ thế hệ này sang thế hệ khác của gia đình anh: tìm kiếm "cô gái trên bầu trời". Câu chuyện bắt đầu vào thứ hai, ngày 17 tháng 7 năm 2000 khi Yukito đi ngang qua một thị trấn nhỏ ven biển, nơi AIR diễn ra. Ngày đầu tiên ở thị trấn này, Yukito thử kiếm tiền bằng cách tổ chức một vỡ diễn nhỏ bí ẩn cho lũ trẻ con xem, anh bắt con rối làm trò mà không cần dùng dây điều khiển. Không may cho Yukito vì lũ trẻ chẳng thích thú gì với những pha diễn nhàm chán, chúng bỏ đi mà không cho anh một xu nào. Tối đó, không có tiền mướn nhà trọ, Yukito đành ngủ dọc trên con đê biển trong thị trấn, để rồi lên cơn sốt và bất tỉnh. Sáng hôm sau, một vài người phát hiện ra và đưa anh về làng chài của họ ở gần đó; khi tỉnh dậy, Yukito được dân làng chăm sóc tận tình, họ còn tặng anh vài nắm cơm thật to trước khi chia tay. Khi đang ngồi trên con đê ăn cơm, một cô bé xuất hiện trước mặt anh và tự giới thiệu mình là Kamio Misuzu, đó là một gái dễ mến nhưng khá vụng về và chân thành muốn làm bạn với anh. Misuzu cố gắng bắt chuyện và muốn chơi chung với Yukito, trong khi anh tỏ vẻ thờ ơ và khước từ mọi nỗ lực của cô. Cuối cùng anh cũng chịu theo Misuzu về nhà cô do bị thức ăn mê hoặc. Sau khi thuyết phục được Haruko, cô ruột và cũng là mẹ nuôi của Misuzu, anh được phép sống tạm trong nhà họ một thời gian.
Hôm sau, Yukito gặp một cô gái có tên Kirishima Kano và con chó Potato đi lạc; Kano và Misuzu học chung một trường trung học. Cuối ngày, Yukito lại gặp cô gái thứ ba là Tohno Minagi, bạn cùng lớp của Misuzu, và cô bé Michiru, bạn thân của Minagi. Giống như Misuzu, cả Kano và Minagi đều có những tính cách kì lạ được kết nối với một quá khứ bí ẩn. Không bao lâu sau, một truyền thuyết về "mùa hè thứ một ngàn" bắt đầu mở ra, những bí ẩn trong quá khứ dần phơi bày chủ yếu dựa vào mối quan hệ giữa Yukito và Misuzu. "Cô gái trên bầu trời" mang một lời nguyền mà Yukito tìm kiếm bấy lâu nay hóa ra chính là Misuzu. Trong thời gian Yukito khám phá ra sự thật đó, Misuzu đã bước sang tuổi 15 và đem lòng yêu anh. Một khi chuyện này đến gần và xảy ra, "cô gái trên bầu trời" bị lời nguyền buộc phải chết. Nội dung còn lại trong phần này tập trung vào những nỗ lực cứu sống Misuzu của Yukito, cố gắng tìm cách phá bỏ lời nguyền.
Trong kịch bản tiếp theo là Summer, các sự kiện xảy ra cũng vào mùa hè cách thời điểm hiện tại (phần Dream) một ngàn năm, lấy bối cảnh ở thời đại Bình An. Kannabi no mikoto, hay Kanna, là một trong những sinh vật có cánh cuối cùng còn sót lại trong thế giới hư cấu của AIR, đang bị giam lỏng như một tù nhân trong chính tòa lâu đài của mình. Vì đôi cánh của mình, Kanna không được phép vượt qua các bức tường bao bọc tòa thành hay gặp mẹ mình, người cũng mắc phải cảnh ngộ tương tự ở một nơi khác. Với sự giúp đỡ của Ryūya, một thành viên của đội cận vệ samurai lo việc bảo vệ cô, và Uraha, một pháp sư tập sự, Kanna đã trốn thoát khỏi lâu đài, đi chu du trong thời phong kiến Nhật Bản và tìm gặp được mẹ mình. Không may, những cận vệ còn lại cùng những giáo phái Phật đạo đuổi kịp và vây bắt họ. Cuối cùng, những pháp sư đặt một lời nguyền lên cơ thể của Kanna, khiến cô muôn kiếp phải chịu đựng đau đớn và cả cái chết mỗi khi tìm thấy tình yêu; Misuzu là một trong những hậu thế của cô.
Trong phần cuối visual novel là Air, mong ước cuối cùng của Yukito là cứu sống Misuzu đã được đền đáp. Câu chuyện bắt đầu lại từ phần Dream, mặc dù nó thông qua cái nhìn của một con quạ mà Misuzu nhặt được tên là Sora. Có nhiều điều mới được tiết lộ mà trước đó chưa biết theo vai của Yukito trong phần Dream và chính anh cũng đã biến mất trong suốt phần cuối này. Sau khi tìm thấy Sora và mang nó về nhà, bệnh tình của Misuzu chuyển xấu và thậm chí cô còn quên mất Haruko. Cha của Misuzu thường xuất hiện trong phần này và muốn đưa cô trở về nhà ông, nhưng Haruko khẩn thiết cầu xin ông cho cô thêm ba ngày để Misuzu tự quyết định sẽ ở lại hay quay về, và ông chấp nhận. Ba ngày sau, người cha trở lại và nhận ra tình cảm thắm thiết giữa Misuzu và Haruko; ông quyết định tiếp tục cho họ sống cùng với nhau. Phần còn lại của Air nói về tình mẫu tử giữa hai mẹ con Haruko và Misuzu, theo đó đỉnh cao cảm xúc là cái chết của Misuzu.

## Phát triển
Sau khi hoàn thành Kanon, các nhân viên của công ty Key bắt đầu sản xuất AIR và tăng cường thêm nhân lực so với Kanon. Nhà điều hành sản xuất AIR là Baba Takahiro ở Visual Art's, công ty mẹ của Key. Dự án AIR do Maeda Jun đứng đầu, một trong hai tác giả viết kịch bản chính, người còn lại Ishikawa Takashi. Nhóm trợ lý kịch bản gồm bốn người: Fujii Kazuki, Kai, Okano Tōya và Suzumoto Yūichi. Chỉ đạo nghệ thuật là họa sĩ nổi tiếng của Key, Hinoue Itaru, bà cũng đảm nhiệm khâu thiết kế nhân vật. Miracle Mikipon, Na-Ga và Shinory thay phiên cung cấp các hình vẽ trên máy tính; phông nền do Din và Torino thiết kế. Phần lớn âm nhạc của visual novel soạn bởi Orito Shinji và Togoshi Magome, người bắt đầu cộng tác với Key kể từ AIR. Sau khi AIR hoàn tất, Fujii Kazuki và Ishikawa Takashi rời khỏi Key.
Maeda Jun, nhà biên kịch chính của AIR, bình luận rằng trong giai đoạn đầu của quá trình sản xuất tựa game này, các nhân viên đã quyết định sẽ phát triển nó thành một trò chơi dành cho người lớn, và ông tiếp tục khẳng định rằng nếu phiên bản đầu tiên không chứa những nội dung người lớn, AIR chưa chắc sẽ mang lại doanh thu cao trong thị trường game Nhật Bản. Maeda còn nói rằng ông muốn viết AIR để cung cấp cho người chơi những cơ hội trải nghiệm toàn bộ cốt truyện một cách tổng thể chứ không phải chỉ là một hỗn hợp các phần tách biệt nhau như những bishōjo game từng làm, trong đó có Kanon. Song song với đó, Maeda cũng cố gắng tạo ra AIR giống như những visual novel khác cùng thể loại để tạo nên sự lôi cuốn cho những người đã từng chơi các trò chơi đó. Như vậy, tuy các câu chuyện từ một số nhân vật trong trò chơi được kết hợp chặt chẽ, chúng có độ dài khác nhau. Game engine chính dùng để thiết kế AIR là AVG32, một chương trình do Visual Art's tự phát triển và sử dụng để làm nền tảng trợ giúp cho những thương hiệu của họ.

### Lịch phát hành
AIR phát hành vào ngày 8 tháng 9 năm 2000 dành riêng cho hệ máy PC dưới dạng gói phiên bản giới hạn, bao gồm hai đĩa CD-ROM cần thiết cho trò chơi cùng một album nhạc Ornithopter. Sang năm nó được phát hành thành ba bản riêng biệt: một phiên bản chính thức cho hệ PC phát hành ngày 19 tháng 7 năm 2001; một phiên bản dành cho mọi lứa tuổi phát hành ngày 27 tháng 7 năm 2001; và phiên bản console đầu tiên trên hệ máy Dreamcast vào ngày 20 tháng 9 năm 2001. Phiên bản DC (Dreamcast) cũng có bổ sung thêm một số cảnh mới chưa từng xuất hiện trong phiên bản gốc đầu tiên.
Phiên bản thứ hai dành cho PlayStation 2 (PS2) phát hành ngày 8 tháng 8 năm 2002. Sau khi các bản PS2 đã bán đủ số lượng tiêu chuẩn, ba năm sau đó vào ngày 1 tháng 9 năm 2005, một phiên bản rẻ hơn cho PS2 hay còn biết đến với tên "Best Version" được bán với giá chỉ bằng một nửa so với phiên bản đầu trên PS2. Nhiều cảnh mới đã được thêm vào các bản console để bù đắp cho sự thiếu sót nội dung khiêu dâm. Phiên bản PC gốc phát hành mà chưa lồng tiếng, và sau đó được bổ sung trong bản Dreamcast, trong đó ngoại trừ nhân vật nam chính ra thì tất cả các nhân vật còn lại đều được lồng tiếng, và trong bản PS2 thì toàn bộ trò chơi đều có lồng tiếng đầy đủ. "Best Version" trên PS2 sau này được đóng gói trong bộ "Key 3-Part Work Premium Box" cùng với hai bản tương ứng trên PS2 của Kanon và CLANNAD, phát hành ngày 30 tháng 7 năm 2009.
Bản tiêu chuẩn của AIR (AIR Standard Edition) ra mắt ngày 8 tháng 4 năm 2005 hỗ trợ thêm khả năng tương thích với Windows 2000/XP có ổ DVD. Chỉ phiên bản này, phiên bản giới hạn đầu tiên và phiên bản chính thức là có chứa cảnh gợi cảm. Phiên bản cầm tay dành cho PlayStation Portable (PSP) và điện thoại di động SoftBank 3G xuất bản bởi Prototype. Phiên bản SoftBank 3G phát hành ngày 1 tháng 5 năm 2007, và phiên bản PSP phát hành ngày 22 tháng 11 năm 2007. AIR tiếp tục được tái phát hành bởi Prototype dưới dạng VGA chơi trên điện thoại di động FOMA do NTT DoCoMo sản xuất. Phiên bản trên điện thoại FOMA chia làm hai tập tin riêng biệt: câu chuyện của phần Dream nằm trong tập tin đầu tiên, và hai phần còn lại là Summer và Air nằm trong tập tin thứ hai. Một bản cập nhật của AIR tương thích với Windows Vista được Key công bố ngày 31 tháng 7 năm 2009 trong một hộp chứa năm visual novel khác của hãng này nhân dịp kỉ niệm 10 năm thành lập Key (Key 10th Memorial Box); giống như các bản PC khác, phiên bản này cũng không có lồng tiếng và được đánh giá là dành cho mọi lứa tuổi. Một bản cập nhật khác tương thích với Windows 7 gọi là AIR Memorial Edition đã phát hành ngày 28 tháng 5 năm 2010 cũng được đánh giá dành cho mọi lứa tuổi.

## Các chuyển thể

### Manga và sách xuất bản
Manga AIR được đăng thường kì trên tạp chí chuyên về trò chơi máy tính Comptiq từ 10 tháng 8 năm 2004 đến 10 tháng 2 năm 2006. Từng chương truyên riêng lẻ sau này được tổng hợp thành hai quyển riêng biệt do Kadokawa Shoten xuất bản. Cốt truyện chuyển thể từ nguyên bản visual novel trước đó và minh họa bởi họa sĩ người Nhật Katsura Yukimaru. Tổng cộng có 15 chương chính chia ra trong hai tập truyện (chín ở tập 1 và sáu ở tập 2), cùng hai phụ chương ở cuối mỗi tập. Các bản manga diễn tả chi tiết cốt truyện trong hai phần Dream và Air trong khi phần Summer chỉ đề cập ngắn gọn trong suốt bộ truyện. Nhân vật trọng tâm trong cốt truyện manga là Misuzu, trong khi Kano và Minagi chỉ đóng vai trò là những nhân vật phụ phục vụ cho câu chuyện của nhân vật chính. Tuy nhiên, câu chuyện của Minagi cũng được giải thích trong phụ chương cuối ở tập hai.
Hai loạt manga khác chỉ gồm một tập ở mỗi loạt cũng có nội dung liên quan đến AIR. Loạt manga đầu tiên do Rei Izumi sáng tác dành cho đối tượng đọc giả chính là shōjo mang tên Kanon & AIR Sky (Kanon & AIRスカイ) và do Kadokawa Shoten phát hành trong tháng 5 năm 2002. Quyển sách chia làm 12 chương với tổng cộng 140 trang, mỗi chương là từng mẫu truyện ngắn chưa từng xuất hiện trong anime về hai visual novel của Key được sắp xếp xen kẽ. Loạt manga thứ hai cũng chứa những mẫu truyện về Kanon và AIR do Sagiri Suda minh họa mang tên Kanon & AIR Anthology Comics ~Hara Peko~ (Kanon & AIRアンソロジーコミック ~はらぺこ~), được Enterbrain cho ra mắt vào tháng 8 năm 2003.
Ngoài ra còn có năm bộ truyện tập hợp khác được sản xuất và minh họa bởi nhiều công ty và họa sĩ khác nhau. Tập truyện tập hợp đầu tiên xuất bản bởi Ichijinsha mang nhãn hiệu DNA Media Comics dưới tựa đề AIR Comic Anthology (AIRコミックアンソロジー) ra mắt ngày 25 tháng 1 năm 2001. Những quyển còn lại trong bộ tiếp tục được phát hành đều đặn đến ngày 25 tháng 12 năm 2001 với tập thứ bảy. Bộ truyện tập hợp thứ hai là AIR Anthology Comic (AIRアンソロジー・コミック) chỉ có một tập phát hành bởi Softgarage vào ngày 20 tháng 12 năm 2002. Ngày 17 tháng 4 năm 2004, Ohzora cho ra mắt một tuyển tập dựa trên Kanon và AIR với nhan đề Haru Urara: Kanon & AIR (春うらら ～Kanon&AIR～傑作選). Ohzora cũng phát hành 3 bộ tổng hợp khác mang tiêu đề AIR, tập cuối giới thiệu ngày 24 tháng 3 năm 2005 được đóng thành gói chung với hai tập trước. Bộ truyện tập hợp cuối cùng cũng gồm một tập phát hành ngày 2 tháng 4 năm 2005 bởi Jive mang tên Comic Anthology AIR: Kimi no Iru Basho (きみのいる場所―AIRコミックアンソロジー). Mỗi bộ truyện tập hợp này được viết và vẽ bởi rất nhiều người khác nhau, trung bình có khoảng 20 người tham gia thực hiện mỗi tập.
Hai tuyển tập sách minh họa về các nhân vật của AIR do Higurashi viết được tập hợp lại và xuất bản bởi Jive vào tháng 9 và tháng 12 năm 2004 mang tên AIR Anthology Novel (AIR アンソロジー・ノベル) dựa theo bản gốc visual novel của Key.

#### Các tập sách
Dưới đây là dach sách các ấn phẩm manga AIR cùng sách xuất bản tại Nhật:
| Comic Anthology AIR: Kimi no Iru Basho - ISBN 978-4861761430, 2 tháng 4 năm 2005 Kanon & AIR Sky - ISBN 978-4-04-853512-0, tháng 5 năm 2002 Kanon & AIR Anthology Comics ~Hara Peko~ - ISBN 978-4-75-771552-3, tháng 8 năm 2003 AIR Anthology Comic - ISBN 4-921068-74-7, 20 tháng 12 năm 2002 Haru Urara: Kanon & AIR - ISBN 4-7767-1263-6, 17 tháng 4 năm 2004 AIR của Ohzora - ISBN 4-7767-1580-5, 24 tháng 3 năm 2005 | AIR Comic Anthology - Tập 1: ISBN 978-4-92-106667-3, tháng 1 năm 2001 - Tập 2: ISBN 978-4-92-106672-7, tháng 2 năm 2001 - Tập 3: ISBN 978-4-92-106679-6, tháng 4 năm 2001 - Tập 4: ISBN 978-4-92-106697-0, tháng 6 năm 2001 - Tập 5: ISBN 978-4-75-800004-8, tháng 9 năm 2001 - Tập 6: ISBN 978-4-75-800014-7, tháng 11 năm 2001 - Tập 7: ISBN 978-4-75-800021-5, tháng 12 năm 2001 AIR - Tập 1: ISBN 978-4-04-713742-4, 10 tháng 8 năm 2005 - Tập 2: ISBN 978-4-04-713820-9, 10 tháng 7 năm 2006 AIR Anthology Novel - Tập 1: ISBN 978-4-86176-001-3, 2 tháng 9 năm 2004 - Tập 2: ISBN 978-4-86176-045-7, 2 tháng 12 năm 2004 |

### Các drama CD
Có chín drama CD dựa trên AIR được phát hành bởi Lantis. Ba CD đầu tập trung mô tả câu chuyện của mỗi nhân vật nữ chính trong từng đĩa, bìa mỗi đĩa có in hình đại diện cho từng cô gái; chúng ra mắt ngày 24 tháng 8 năm 2005. Ba đĩa tiếp theo cũng thực hiện theo cách tương tự, phát hành ngày 21 tháng 10 năm 2005. Ba CD cuối cùng phát hành định kì hàng tháng sau khi ba CD của đợt thứ hai vừa bán xong. Đĩa phim thứ bảy tập trung vào những sự kiện chính trong phần Summer trong khi hai đĩa cuối chuyển thể gần như toàn bộ phần Air. CD cuối cùng phát hành ngày 25 tháng 1 năm 2006 chứa những câu chuyện nguyên bản bên cạnh cốt truyện từ visual novel.

### Phim
Một bộ phim hoạt hình AIR do Dezaki Osamu làm đạo diễn đã công chiếu ở các rạp chiếu phim Nhật Bản vào ngày 5 tháng 2 năm 2005 với độ dài 91 phút. Phim được sản xuất bởi Toei Animation, có nội dung tóm tắt toàn bộ cốt truyện chính của AIR, tập trung vào nhân vật nữ chính là Kamio Misuzu. Kunisaki Yukito đến thị trấn Kami để kiếm tiền vào đúng dịp Lễ hội Mùa hè và gặp Misuzu vào ngày đầu tiên anh ở lại đó. Họ sớm trở thành bạn thân và câu chuyện kéo dài một ngàn năm dần hé mở. Bộ phim sau đó bán dưới dạng DVD và phát hành ra ba bộ là Bộ Tổng Hợp, Bộ Đặc Biệt và Bộ Thường vào ngày 5 tháng 8 năm 2005. DVD của AIR cũng phát hành ở thị trường Bắc Mỹ bởi ADV Films vào ngày 11 tháng 12 năm 2007. Funimation Entertainment tiếp tục phát hành phim vào tháng 7 năm 2008 sau khi ký hợp đồng chuyển nhượng bản quyền với ADV; Funimation tái phát hành phim vào ngày 21 tháng 4 năm 2009.

### Anime
Vào ngày 17 tháng 11 năm 2004, một DVD mẫu mang tên "AIR prelude" (エアー・プレリュード tạm dịch: AIR-Khúc dạo đầu) được ra mắt có chứa các đoạn phỏng vấn với nhóm làm phim, video âm nhạc chủ đề mở đầu và kết thúc không có phụ đề cùng một đoạn phim quảng cáo một vài cảnh đầu tiên của chính anime này; nó là một phiên bản DVD số lượng giới hạn, chỉ có 20.000 bản được sản xuất. Loạt anime truyền hình sản xuất bởi Kyoto Animation, do Ishihara Tatsuya làm đạo diễn với sự biên kịch lại từ visual novel của Shimo Fumihiko, khâu thiết kế nhân vật do Aratani Tomoe thực hiện dựa theo bản vẽ gốc của Hinoue Itaru. 13 tập phim đã phát sóng ở Nhật trên kênh truyền hình cáp BS-i từ 6 tháng 1 đến 31 tháng 3 năm 2005. 12 tập phim đầu tiên có cốt truyện theo sát bản gốc của visual novel, tập phim cuối cùng tóm tắt lại câu chuyện của Misuzu. Anime cũng phân nội dung phim ra thành 3 phần như trong trò chơi: Dream (tập 1 đến tập 7), Summer (hai tập 8 và 9) và Air (tập 10 đến tập 12), cùng một tập phim tóm tắt (tập 13) liền theo. Sau khi loạt anime chính kết thúc khoảng năm tháng, hai tập phim có nội dung của phần Summer mang tên AIR in Summer tiếp tục lên sóng vào ngày 28 tháng 8 và ngày 4 tháng 9 năm 2005 trên kênh BS-i; nhóm sản xuất phim cũng chính là những nhân viên thực hiện bộ anime trước.
Một DVD khác ra mắt ngày 31 tháng 3 năm 2005 lấy tên "AIR Memories" bao gồm các đoạn quảng cáo cho loạt phim, những bình luận của nhóm sản xuất cùng ca khúc cuối phim không phụ đề trong tập 12 và 13, với độ dài tổng cộng 92 phút. Các tập phim được phát hành thành sáu DVD Region 2 từ 6 tháng 4 đến 7 tháng 9 năm 2005 bởi Pony Canyon dưới dạng bản giới hạn và bản thường với hai tập phim trong mỗi bộ. DVD của AIR in Summer sau đó cũng ra mắt ngày 5 tháng 10 năm 2005 ở Nhật Bản. Ngoài ra, vào ngày 22 tháng 12 năm 2006, AIR đã trở thành một trong những loạt phim hoạt hình đầu tiên phát hành dưới dạng đĩa Blu-ray. Phiên bản mới của bộ hộp đĩa Blu-ray phát hành ngày 28 tháng 11 năm 2008 tại Nhật.
Ngày 27 tháng 4 năm 2007, nhà đồng sáng lập và điều hành ADV Films, ông Matt Greenfield, đã công bố việc mua lại bản quyền cả loạt anime truyền hình lẫn phim AIR trên một bảng tin tại Anime Matsuri, hội nghị anime của South Texas. 12 tập phim của loạt anime chính cùng hai tập AIR in Summer được cấp phép và phân phối tại Bắc Mỹ bởi ADV Films. Những tập phim này được phát hành thành 4 DVD biên dịch từ 14 tháng 8 đến 27 tháng 11 năm 2007. Bộ DVD thứ hai được bán cả hai phiên bản, điểm khác biệt duy nhất của bộ này với tất cả các bộ còn lại là nó đựng vừa cả bốn đĩa DVD bên trong. Trong tháng 7 năm 2008, bản quyền của loạt anime và phim được chuyển nhượng sang cho Funimation Entertainment, công ty này vẫn tiếp tục sản xuất chúng ở thị trường Bắc Mỹ với bản lồng tiếng Anh. Funimation tái phát hành một bộ hộp đĩa chứa cả ba dòng anime AIR vào ngày 21 tháng 4 năm 2009, nhưng không chứa tập phim tóm tắt.
Có hai bài hát chủ đề cho mỗi tập phim: một để mở đầu và một để kết thúc. Ca khúc mở đầu mang tên "Tori no Uta" và ca khúc kết thúc mang tên "Farewell song"; cả hai bài hát này đều được trình bày bởi Lia và đều là hai bản nhạc chủ đề của visual novel gốc. Ngoài ra còn có một bài hát chèn thêm vào tập phim thứ 12 là "Aozora" cũng lấy từ visual novel do Lia thực hiện. Tất cả các nhạc phẩm còn lại (bao gồm cả nhạc có lời và nhạc nền) đều lấy từ nhạc của visual novel AIR trong các đĩa nhạc bao gồm Ornithopter, Natsukage / Nostalgia, AIR Original Soundtrack, Re-feel và AIR Analog Collector's Edition.

#### Lồng tiếng
Dưới đây là danh sách seiyū lồng tiếng cho một số nhân vật quan trọng trong loạt anime AIR:
| Nhân vật          | Diễn viên         |
| ----------------- | ----------------- |
| Kamio Misuzu      | Kawakami Tomoko   |
| Kunisaki Yukito   | Ono Daisuke       |
| Kirishima Kano    | Okamoto Asami     |
| Tohno Minagi      | Yuzuki Ryoka      |
| Kamio Haruko      | Hisakawa Aya      |
| Kannabi no mikoto | Nishimura Chinami |
| Ryūya             | Canna Nobutoshi   |
| Uraha             | Inoue Kikuko      |
| Kirishima Hijiri  | Touma Yumi        |
| Michiru           | Tamura Yukari     |

## Âm nhạc
Visual novel AIR có ba bài hát chủ đề là: "Tori no Uta" (鳥の詩  Bird's Poem), ca khúc mở đầu; "Farewell song", ca khúc kết thúc; và "Aozora" (青空  Blue Skies), ca khúc chèn thêm. Mỗi bài hát được trình bày bởi Lia của nhóm I've Sound và phần lời viết bởi Maeda Jun. Có năm bản nhạc chủ đạo, hay nhạc nền, dành cho năm nhân vật bao gồm ba nhân vật nữ chính cùng Kanna và Michiru. Bài của Misuzu là "Natsukage" (夏影  Summer Lights); bài của Kano là "Mizutamari" (水たまり  Puddle); bài của Minagi là "Niji" (虹  Rainbows); bài của Kanna là "Tsukiwarawa" (月童  Moon Child); cuối cùng là bài của Michiru có tựa đề "Tentōmushi" (てんとう虫  Ladybug). Trong số sáu ca khúc không được sử dụng trong visual novel, nhưng được chèn thêm vào phần soundtrack của trò chơi, hai bài hát đầu dự định sẽ chọn làm nhạc chủ đạo cho Minagi.
Album đầu tiên, Ornithopter, được đính kèm với phiên bản gốc của AIR phát hành trong tháng 9 năm 2000. Album kế tiếp phát hành như một maxi single vào tháng 8 năm 2001 với tựa "Natsukage / Nostalgia" chứa một bản cải biên của "Natsukage", và một track B-side; cả hai bài hát đều được Lia thực hiện và các ca khúc còn lại được sản xuất bởi Maeda Jun. Soundtrack gốc của trò chơi phát hành vào tháng 9 năm 2002 gồm có hai đĩa nhạc với 31 ca khúc khác nhau cùng các bản remix và phối khí của hai bài hát chủ đề mở đầu và kết thúc. Một album hòa tấu piano ra mắt trong tháng 12 năm 2003 mang tên Re-feel bao gồm năm ca khúc trong AIR và năm ca khúc trong Kanon. Một EP chứa phiên bản gốc của ba ca khúc chủ đề và bản remix của hai bài hát mở đầu và kết thúc phát hành vào tháng 5 năm 2006 có tên AIR Analog Collector's Edition: Tori no Uta / Farewell song. Mỗi album trên khi bán ra thị trường đều gắn nhãn Key Sounds Label, hãng thu âm của Key. Soundtrack gốc của phim AIR phát hành trong tháng 3 năm 2005 bởi Frontier Works. Một đĩa CD giao hưởng lấy tên Shinwa e no Izanai phát hành chung với bộ DVD đặc biệt của bộ phim này vào ngày 5 tháng 8 năm 2005. Nhìn chung, âm nhạc trong AIR được nhiều người đón nhận, bản soundtrack gốc của visual novel đạt được doanh thu cao. Năm 2005, một nhạc phẩm ở Đài Loan đã được xác định là vi phạm bản quyền từ ca khúc chủ đề mở đầu của AIR.

## Đón nhận và doanh số
Theo một bảng xếp hạng về doanh số các tựa bishōjo game thu được trên toàn Nhật Bản, phiên bản gốc trên PC của AIR dẫn đầu với vị trí số một. Hai tháng sau ngày phát hành, phiên bản này tụt xuống vị trí 42 và vẫn giữ nguyên như thế đến hết tháng 12 năm 2000. Nửa tháng đầu năm 2001, phiên bản này vươn lên vị trí thứ 20, và rồi lại tụt xuống thứ 42 một lần nữa. Phiên bản này còn xuất hiện trên bảng xếp hạng hai lần nữa: lần đầu trong khoảng từ cuối tháng 9 đến đầu tháng 10 năm 2001 ở hạng 26, và lần chót là vào hai tuần cuối tháng 5 năm 2002, xếp vị trí 43. Phiên bản chính thức trên PC xếp hạng lần đầu ở vị trí thứ 13, và trong hai lần xếp hạng sau đó nó lần lượt chiếm vị trí 41 và 42. Bản mọi lứa tuổi trên PC ra mắt lần đầu ở vị trí thứ 7, và sau đó xuất hiện lần chót ở hạng 30. Bản AIR Standard Edition dẫn đầu bảng ngay trong lần xếp hạng đầu tiên. Bản này còn xếp hạng thêm hai lần nữa, và lần lượt đứng ở vị trí 34 và 28. AIR là trò chơi đạt được doanh số cao nhất năm 2000 với 102.080 bản được bán ra, hơn đến 25.000 bản so với Inagawa de Ikō! ở vị trí thứ 2. Phiên bản chơi trên hệ máy Dreamcast bán được 42.445 bản ngay trong tuần đầu tiên phát hành, và là trò chơi console bán chạy thứ tư trong tuần đó ở Nhật Bản; nó có tổng cộng 50.406 bản được bán thành công, xếp hạng 53 trong danh sách những game Dreamcast bán chạy nhất Nhật Bản năm 2007.

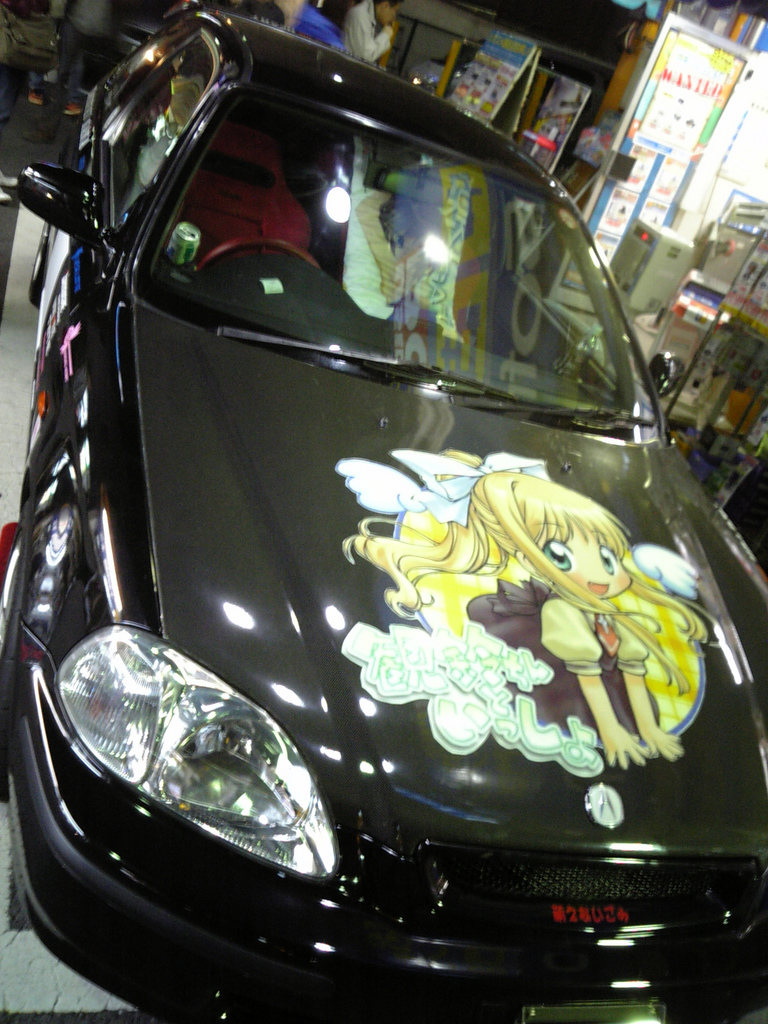
Hình cách điệu nhân vật Kamio Misuzu trên một chiếc Itasha tại buổi triển lãm Fancy Frontier ACG lần thứ 14 ở Đài Bắc, Đài Loan

"AIR đã làm chấn động cả thế giới bishōjo game", đó là một lời bình luận về phiên bản Dreamcast của MobyGames. AIR được đánh giá là một siêu phẩm, giống như hai chị em của nó là Kanon và CLANNAD, nhờ vào một cốt truyện chi tiết gây nên sự hứng thú cho người chơi, đồng thời có giá trị chơi lại cao. Trong một cuộc phỏng vấn, Maeda Jun và Suzumoto Yūichi tỏ ra rất bất ngờ khi được biết đa số game thủ ở Nhật (trong tháng 3 năm 2001) cảm nhận AIR là một trò chơi nhẹ nhàng; điều này trái ngược hoàn toàn so với ấn tượng đầu tiên của họ về trò chơi, và họ nói thêm rằng toàn bộ nhân viên thực hiện AIR không ai nghĩ về nó như vậy. Những nhân vật trong AIR cũng có xuất hiện trong một vài trò chơi dōjin không liên quan đến tác phẩm này. Chẳng hạn như trò Eternal Fighter Zero -Blue Sky Edition- của hãng Twilight Frontier lấy hầu hết các nhân vật xuất hiện trong AIR hay hai sản phẩm trước của Key là Kanon và ONE. Vào tháng 10 năm 2007, Dengeki G's Magazine tổ chức một cuộc thăm dò ý kiến về tốp 50 bishōjo game từng phát hành, AIR xếp thứ 8 với 43 phiếu bầu trong tổng số 249 tựa game được đề cử. Một năm sau, vào tháng 9 năm 2008, Dengeki Online tổ chức đợt khảo sát kéo dài một tháng dành cho người chơi game với câu hỏi: "Trò chơi nào đã khiến bạn cảm động đến bật khóc?". Kết quả, AIR xếp thứ 7 trong tốp 10 game, ba trò chơi khác của Key là CLANNAD, Kanon và Little Busters! lần lượt chiếm các vị trí 2, 5 và 10.

Chuyển thể anime của AIR nhận được nhiều ý kiến trái chiều nhau, cả phê bình lẫn khen ngợi. Một nhà phê bình đánh giá nó đạt 8.5/10, tuy nhiên nhìn chung «vẫn có một cái gì đó khiến nó bị thua kém Kanon và CLANNAD». Nhà phê bình Theron Martin của Anime News Network đánh giá bộ DVD thứ nhất đạt loại 'B', ông cho rằng nội dung anime quá tập trung vào một nhân vật (Misuzu) và ít để lại ấn tượng cho người xem về hai nhân vật nữ chính còn lại. Tuy nhiên, Martin đánh giá khá cao phần hình ảnh và âm nhạc của phim, ông nhận xét: «Cho dù bộ anime này có thiếu bất cứ thứ gì để diễn tả cốt truyện thì chắc chắn không phải là chất lượng hình ảnh» và «Phần âm nhạc thể hiện tốt vai trò của nó nhất khi trở nên êm ái, có rất nhiều giai điệu bằng piano làm cho người nghe luôn thấy dễ chịu». Phần cuối của anime AIR được Theron Martin nhận xét theo hướng tích cực hơn, ông đánh giá nó đạt 'A-'. Ông khen ngợi nó là «Một trong những anime buồn nhất từng được sản xuất», bắt đầu bằng câu «Sự đau buồn sẽ gậm nhấm bạn, chậm nhưng chắc, đến một lúc nào đó bạn sẽ phải bỏ cuộc và bật khóc hay vung đôi tay của bạn lên trong sự thất vọng, tự hỏi tại sao nó lại xảy ra như thế rồi tắt nó đi trong sự phiền não». Ở trang web DVD Talk, nhà phê bình Todd Douglass Jr. đã nhận xét anime AIR như sau: 
“ AIR có một cách thể hiện rất khác thường, nó nhấn mạnh vào việc thể hiện bầu không khí trong các tình huống để tăng mức độ diễn tả lên. Bộ anime này sẽ đánh thẳng vào tâm trí của bạn với cốt truyện thể hiện một cách tuyệt vời các cảm xúc rất thực. Rất hiếm có bộ anime nào như AIR từng xuất hiện khiến bạn phải công nhận nó thực sự là một viên ngọc. Tất nhiên nó không phải dành cho tất cả mọi người. Cốt truyện kết nối với nhau một cách mơ hồ nhưng có thể để lại một ấn tượng mạnh cho người xem. Nếu bạn đang tìm thứ gì đó để xem thì bạn đang được đề nghị hãy chú ý đến tựa anime này. ”— Todd Douglass Jr.   
Riêng về phần AIR in Summer, Todd Douglass chỉ nhận xét «Các tập phim tuy có chất lượng tốt nhưng không có một chút ấn tượng nào nếu bạn đã xem qua tập 13 của AIR».

Cũng như Kanon, phiên bản phim do Toei Animation thực hiện bị đánh giá thấp hơn so với Kyoto Animation. Một trích đoạn ngắn nhận xét của Chris Beveridge: 
“ Hình ảnh khá tốt pha những màu sắc tuyệt vời và chi tiết, nhưng tôi vẫn cảm thấy nó yếu hơn nếu so về bố cục và thiết lập của loạt phim truyền hình. Kyoto Animation đã gây cho tôi một ấn tượng rất mạnh với công trình của họ, nhưng có vẻ như [bản của] Toei không phù hợp lắm ở đây, tuy không thể nói nó xấu hơn. ”— Chris Beveridge   